# Neuschwabenland

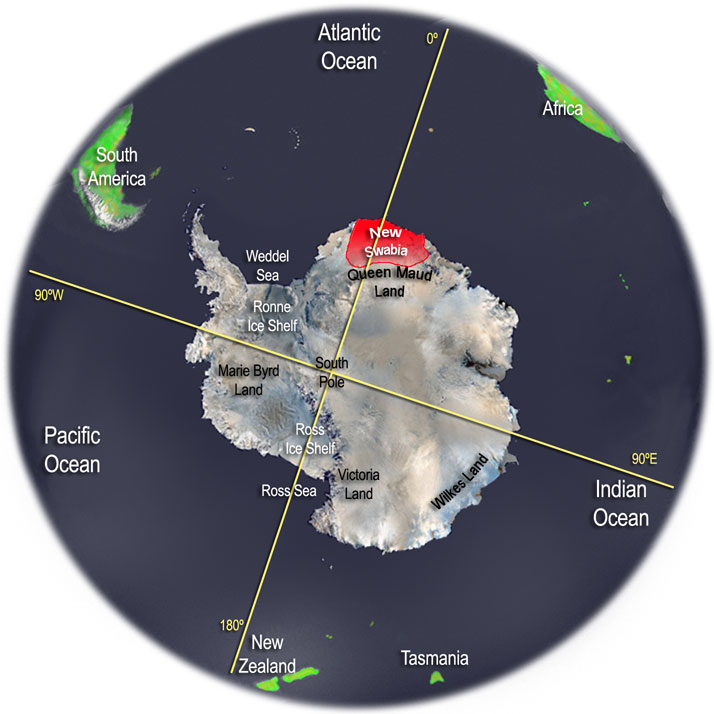
Karta över Antarktis som visar läget och storleken av Neuschwabenland.

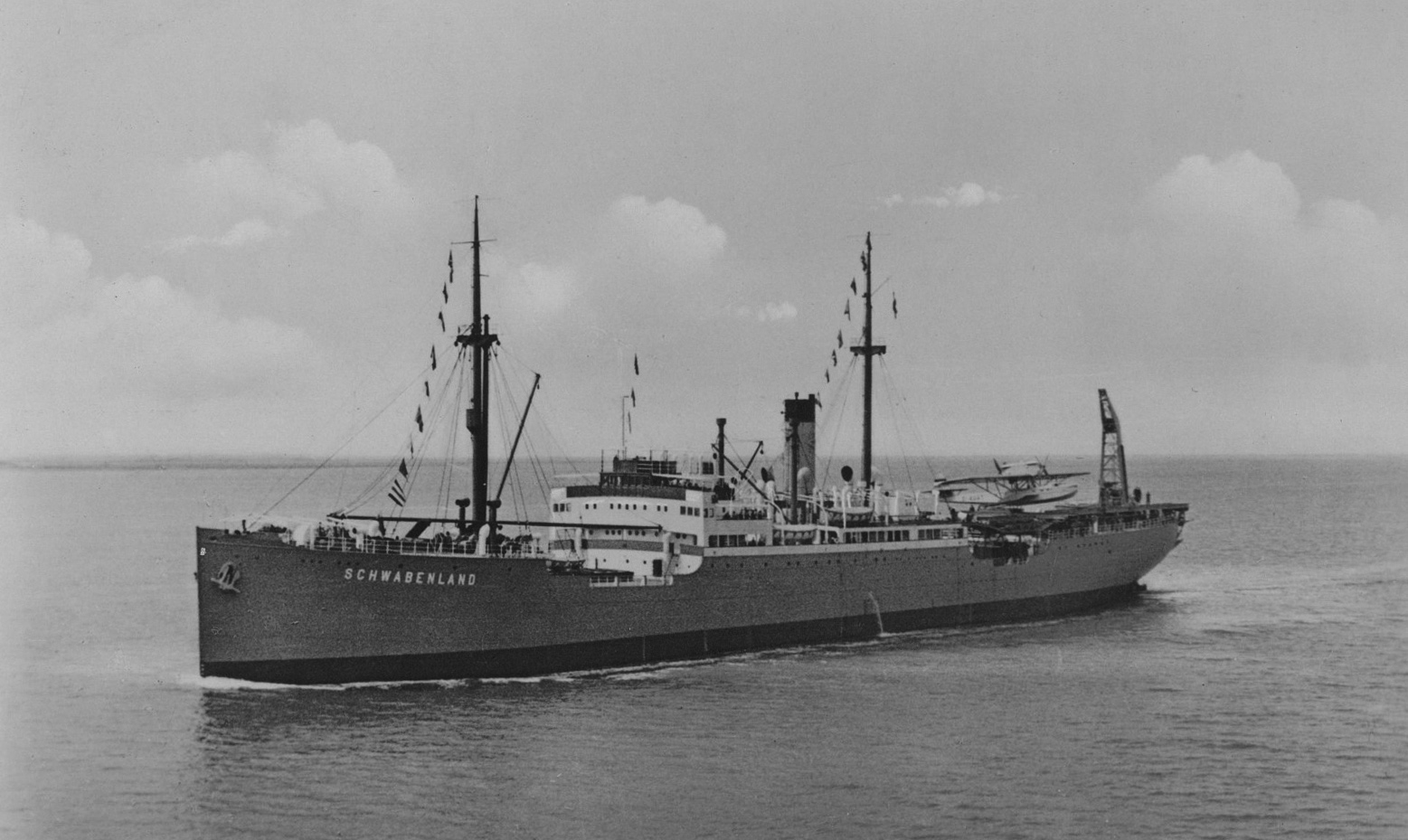
Fartyget Schwabenland

Expeditionens logotyp

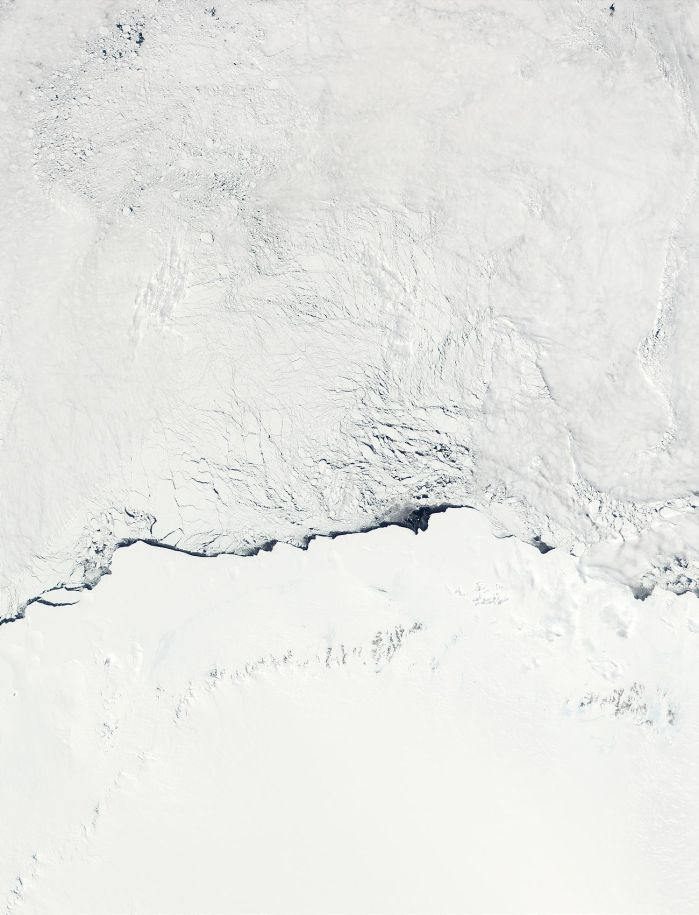
från vänster: Prinsessan Märthas kust, Prinsessan Astrids kust och Prinsessan Ragnhilds kust, därunder Wohltat-Massivet (Satellitbild från Nasa)

Neuschwabenland är ett område i Antarktis mellan 20°E och 10°W (delvis överlappande Norges anspråksområde Drottning Mauds land), som Tyskland gjorde anspråk på från 19 januari 1939 till 8 maj 1945. Anspråket kom som en följd av Tysklands tredje expedition till Antarktis 1938–1939 (de två tidigare expeditionerna gjordes 1901–1903 och 1911–1912).

## Bakgrund
Det huvudsakliga syftet med expeditionen var att hitta ett område i Antarktis som var lämpligt för en tysk valfångststation, som ett sätt att öka Tysklands produktion av fett. Valolja var då den viktigaste råvaran för produktion av margarin och tvål i Tyskland och landet var den näst största köparen av norsk valolja och importerade årligen cirka 200 000 ton. Förutom nackdelen med att vara beroende av import trodde man att Tyskland snart skulle vara i krig, vilket ansågs sätta för mycket press på Tysklands valutareserv. Ett annat mål var att söka efter möjliga platser för en tysk marinbas. En tysk valflotta hade skickats ut på försök 1937, och när den framgångsrikt återvände våren 1938 beslöt man att genomföra expeditionen.

## Den tyska expeditionen 1938–1939
Den tredje tyska Antarktisekspeditionen (1938–1939) leddes av Alfred Ritscher (1879–1963), en kapten i tyska flottan. Expeditionen hade 33 medlemmar förutom fartygets besättning på 24 man.
Den 17 december 1938 lämnade Neuschwabenexpeditionen Hamburg till Antarktis ombord på MS Schwabenland, en fraktbåt byggd 1925 som 1934 bytte namn efter regionen Schwaben i södra Tyskland. Den kunde också frakta katapultflygplan. Den hemliga  expeditionen hade 33 medlemmar plus besättningen på Schwabenland, som bestod av 24 personer. Den 19 januari 1939 anlände skeppet till Kronprinsesse Märtha Kyst, i ett område som Norge nyligen hade gjort anspråk på, Dronning Maud Land, och började kartlägga regionen. Expeditionen upprättade en tillfällig bas vid kusten och under de följande veckorna gjordes sju fotospaningsflygningar av fartygets två Dornier Wal sjöflygplan, Passat och Boreas. Flygplanen gjorde 15 överflygningar över ett område som enligt vissa sägs ha varit 600 000 km² (andra menar att det bara var hälften så stort) och tog 11 000 flygfoton. För att markera Tysklands anspråk på det nya området namngav expeditionen området Neu-Schwabenland efter fartyget och etablerade en tillfällig bas. Under de följande veckorna gick ett team längs kusten och registrerade anspråk på kullar och andra viktiga landmärken. Tre nazityska flaggor placerades längs kusten och ytterligare 13 släpptes ner från flygplanen över inlandet. Teamet fotvandrade längs kusten och namngav olika berg och andra landmärken. Man rapporterade även upptäckten av varma källor med vegetation i ett område som kallades Schirmacheroasen. Schwabenland återvände till Tyskland i februari 1939. Det är väl dokumenterat att Tyskland utfärdade ett dekret om upprättande av en tysk antarktisk sektor kallad Neuschwaben i augusti 1939.

## Efter expeditionen
Två ytterligare expeditioner var planerade för de antarktiska somrarna 1939–1940 och 1940–1941, då man planerade att hitta en lämplig plats för valfångststationen och även utvidga det tyska landområdet. Den andra expeditionen skulle även ha haft vissa militära uppgifter, troligen att undersöka möjligheterna till flottbaser varifrån Tyskland kunde kontrollera Sydatlanten, Indiska oceanen och Drakes sund. De två expeditionerna sköts upp när andra världskriget bröt ut.
Tysklands markanspråk godtogs aldrig av något annat land, och som en del av den tyska kapitulationen 8 maj 1945 upphörde anspråket.
Namnet Neuschwabenland återfinns fortfarande på många kartor över området och många av de tyska namn expeditionen gav olika områden och landmärken används fortfarande. Tysklands nuvarande forskningsstation i Antarktis, Neumayer-Station, ligger i närheten.

## Neuschwabenland i nazistisk mytologi
En esoterisk legend i konspirationsteorikretsar hävdar att Adolf Hitler inte begick självmord 1945 utan flydde till Argentina och därefter i början av 50-talet till en SS-bas under isen i Neuschwabenland. Där ska han antingen fortsatt till ett underjordiskt land nära jordens medelpunkt eller återupptagit sin karriär som målare. Enligt legenden syftade den amerikanska militäroperationen Operation Highjump (den hittills största expedition som skickats till Antarktis) till att utradera de nazistiska baserna.